# 约萨斯·乌尔布斯
约萨斯·乌尔布斯（1896年2月29日—1991年4月30日）是两次世界大战之间的立陶宛外交官，也是該時期独立的立陶宛最后一位外交事务负责人。
1916年至1922年间，他在立陶宛军队服役，之后加入立陶宛外交部。1938年，乌尔布斯被任命为部長，并一直担任该职位，直到1940年立陶宛被占领。乌尔布斯于1940年被苏联当局监禁，并被驱逐到西伯利亚，在接下来的13年里，他在各种监狱中度过。在他入狱的13年中，有11年是在单独监禁中度过的。
他于1954年获释，但無法在立陶宛苏维埃社会主义共和国居住。1956年，他获准返回立陶宛，後以翻譯法語書籍為生。乌尔布斯于1991年去世，他在生前见证了立陶宛恢复独立，死後葬于了考纳斯的彼得拉修纳斯（Petrašiūnai）公墓。